# Гансен (Вісконсин)
Гансен (англ. Hansen) — місто (англ. town) в США, в окрузі Вуд штату Вісконсин. Населення — 747 осіб (2020).

## Демографія
Згідно з переписом 2010 року, у місті мешкало 690 осіб у 262 домогосподарствах у складі 200 родин. Було 295 помешкань
Расовий склад населення:
| - 99,1 % — білих - 0,3 % — корінних американців - 0,3 % — азіатів - 0,1 % — вихідців з тихоокеанських островів |

До двох чи більше рас належало 0,1 %. Частка іспаномовних становила 0,1 % від усіх жителів.
За віковим діапазоном населення розподілялося таким чином: 25,1 % — особи молодші 18 років, 60,8 % — особи у віці 18—64 років, 14,1 % — особи у віці 65 років та старші. Медіана віку мешканця становила 43,4 року. На 100 осіб жіночої статі у місті припадало 98,3 чоловіків;  на 100 жінок у віці від 18 років та старших — 106,0 чоловіків також старших 18 років.
Середній дохід на одне домашнє господарство  становив 69 282 долари США (медіана — 60 313), а середній дохід на одну сім'ю — 77 478 доларів (медіана — 72 500). Медіана доходів становила 53 750 доларів для чоловіків та 45 078 доларів для жінок. За межею бідності перебувало 7,3 % осіб, у тому числі 4,7 % дітей у віці до 18 років та 5,2 % осіб у віці 65 років та старших.
Цивільне працевлаштоване населення становило 360 осіб. Основні галузі зайнятості: освіта, охорона здоров'я та соціальна допомога — 30,6 %, виробництво — 15,0 %, сільське господарство, лісництво, риболовля — 12,8 %.